# Jules Michelet (1908)
Броньований крейсер «Жюль Мішле» (фр. Jules Michelet) — корабель французького флоту XX століття. Конструктивно був розвитком крейсерів типу «Леон Гамбетта». Побудований у єдиному екземплярі. Його подальшим розвитком став «Ернест Ренан».

## Контекст появи
На початку XX століття, Велика Британія, врешті решт, визнала недостатню ефективність свого флоту захищених крейсерів у захисті комунікацій від рейдерів противника, і перейшла до серійного будівництва броньованих крейсерів. Це викликало негайну відповідь французького адміралтейства, що традиційно робило ставку на крейсерську війну проти Британії та на перевагу французьких броньованих крейсерів над британськими захищеними. Щоб зберегти статус-кво, французи заклали серію великих броньованих крейсерів типу «Леон Гамбетта», що перевершували за бойовими можливостями перші британські броньовані крейсери.

## Конструкція
За конструкцією, крейсер «Жуль Мішле» був майже ідентичний крейсерам типу «Леон Гамбетта», маючи ті ж розміри корпусу і більшу на 1500 тонн водотоннажність. Архітектура його корпусу і надбудов повторювала таку у прототипу, відрізняючись лише незначними деталями.

### Озброєння
Основу озброєння крейсера  склали чотири нові 194-мм 50-каліберні гармати зразка 1902 року. Ці гармати були значно потужнішими і досконалішими за попередні 40-каліберні гармати. Вони розташовувалися попарно в двогарматних баштах, одній на носі крейсера на півбаку, і на кормі на головної палуби. Їхня скорострільність досягала 4 пострілів за хвилину. Дальність стрільби перевищувала 14 кілометрів.
Значно змінилося допоміжне озброєння. Воно все ще складалося з дванадцяти 163-мм 45-каліберних швидкострільних гармат зразка 1896 року, але ці знаряддя тепер були розташовані у восьми одногарматних баштах — по чотири на кожен борт — і чотирьох казематах, дві носові на верхній і дві кормові на головній палубі. Таким чином було значно покращено живучість артилерії допоміжного калібру.
Озброєння проти міноносців складалося з двадцяти чотирьох 47-міліметрових гармат Гочкісса, у казематах на верхній палубі та на даху надбудов. Таке озброєння вже не відповідало вимогам боротьби з новими, більшими та швидшими есмінцями. Однак, для броньованого крейсера воно все ще вважалося допустимим, тому що корабель, що діяв в океані, навряд чи зазнавав значного ризику атаки міноносців. Як данина традиції, крейсер все ще ніс два 450-міліметрові підводні торпедні апарати в центрі корпусу, що стріляли  перпендикулярно курсу.

### Броньовий захист
Броньовий захист «Жуля Мішле» мала ту ж схему, як і у крейсерів типу «Леон Гамбетта». Традиційний для французів пояс у ватерлінії захищав борт від штевня до штевня. Він був виготовлений з круппівської загартованої сталі, більш міцної, ніж гарвейська броня. Висота поясу дорівнювала 3,5 метрам, з яких 1 метр знаходився нижче за ватерлінію. Товщина пояса у центральній частині досягала 150 міліметрів. До верхнього краю він тоншав до 120 міліметрів, і на краях його товщина не перевищувала 100 міліметрів (70 мм у верхньої краю).
Подібно крейсерам типу «Леон Гамбетта», «Жуль Мішле» мав дві броньові палуби, розділені шаром з невеликих герметичних відсіків, призначених для локалізації пошкоджень. Нижня броньова палуба мала товщину 45 міліметрів. Вона мала скоси товщиною 65 міліметрів по краях, що з'єднувалися з нижнім краєм броньового пояса. Верхня броньова палуба мала товщину 35 міліметрів, вона була плоскою і спиралася на верхні краї броньового пояса. Водночас, головний пояс та скоси броньової палуби формували захист еквівалентом понад 200 міліметрів для життєво важливих частин корабля.
Башти головного калібру були захищені 200 міліметровою бронею, їх барбети захищалися 180 міліметровими плитами. Башти допоміжного калібру були захищені 165 міліметровими і 130 міліметровими плитами. Їх барбети захищалися 130 міліметровими плитами. Каземати гармати протимінного калібру захищалися 75 міліметровою бронею.

### Силова установка
Силова установка крейсера була трехвальною. Три вертикальні машини потрійного розширення, що живилися парою від двадцяти восьми котлів Дю Темпля, забезпечували потужність в 30000 к. с., чого вистачало для досягнення 22,5 вузлів на мірній милі. Дальність плавання на економічних 10 вузлах становила 12500 км.

## Служба
Під час Першої світової війни крейсер служив у складі Середземноморського флоту. На початку війни разом з броньованими крейсерами «Ернест Ренан» та «Едгар Кіне» безуспішно переслідували а німецький лінійний крейсер "Гебен".
Пізніше корабель брав участь у блокаді австро-угорського флоту, а також був у складі французької ескадри, яка потопила австро-угорський захищений крейсер «Зента».
У листопаді 1918 діяв у Чорному морі.
У 1925-1929 роках був флагманом французької Далекосхідної ескадри. Того ж року по поверненню у метрополію перетворений на плавучу казарму.

## Оцінка проєкту
Будучи розвитком крейсерів типу «Леон Гамбетта», крейсер «Жуль Мішле» став ще одним кроком еволюції французьких броньованих крейсерів. Порівняно з прототипом, він мав потужніше озброєння головного калібру, і більш раціонально розташоване допоміжне озброєння. Як і всі французькі броньовані крейсери, він відрізнявся чудовою морехідністю, ефективним броньовим захистом і дещо полегшеним у порівняні з аналогічними крейсерами інших держав озброєнням.
За бойовими можливостями, крейсер цього типу значно перевершував ранні британські броньовані крейсери типу «Крессі» та «Дрейк», так само як і малі броньовані крейсери типу «Монмаут» та «Девоншир». Його бронювання було розраховане на надійний захист ватерлінії від попадань ворожих фугасних снарядів — здатних розбити борт і знизити швидкість корабля. Маючи перевагу в швидкості, «Жуль Мішле» завжди міг уникнути своїх противників.
Втім корабель втратив свої переваги внаслідок тривалої побудови. Закладений у 1904 році, крейсер став до ладу лише в 1908, коли поява турбінних лінійних крейсерів у флотах Великої Британії та Німеччини одномоментно зробила броненосні крейсери морально застарілими. Створений для океанського рейдерства, «Жуль Мішле» поступався лінійним крейсерам у швидкості, а його артилерія практично не могл завдати їм серйозних ушкоджень.